# Schloss Coswig

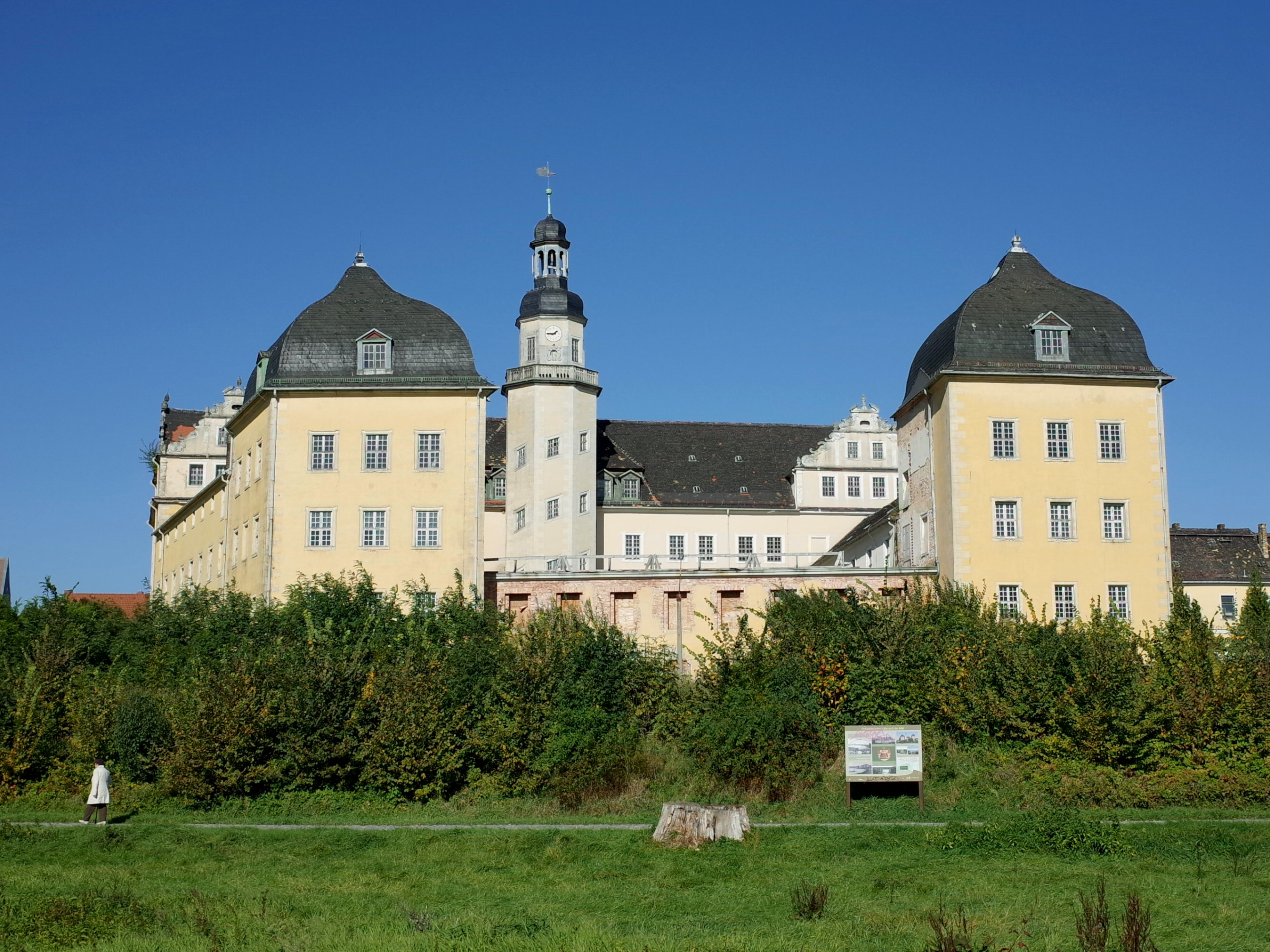
Schloss Coswig im Jahr 2015

Das Schloss Coswig ist ein denkmalgeschütztes Bauwerk in der Stadt Coswig im Landkreis Wittenberg in Sachsen-Anhalt. Im örtlichen Denkmalverzeichnis ist das Schloss unter der Erfassungsnummer 094 41317 als Baudenkmal verzeichnet. Es hat die Adresse Schloßstraße 44, 45, 46.

## Geschichte
Eine erste Erwähnung einer Burg in Coswig datiert auf das Jahr 1187. Das Schloss selbst wurde 1342 ersterwähnt, als Leibgeding der Fürstin Agnes von Anhalt. Die Fürsten von Anhalt hatten ihren Sitz ab 1212 in Coswig. Während der Eroberung durch die Spanier 1547 wurde das Schloss durch einen Brand zerstört und von 1555 bis 1560 neu errichtet. Das Vorgängerschloss wurde ab 1562 wiederholt als Witwensitz genutzt. Das Schloss wurde von 1622 bis 1623 ausgebaut, ebenso von 1667 bis 1677. Der Südflügel wurde unter Cornelis Ryckwaert von 1676 bis 1679 erneuert und 1698 bis auf die Terrasse abgetragen. Unter Johann Christoph Schütze erfolgten weitere Umbauten von 1725 bis 1740, dabei wurde das Innere des Gebäudes vollkommen verändert. Nach dem Tod von Friedrich August Fürst von Anhalt-Zerbst im Jahr 1793 übernahm seine Gattin Friederike Auguste Sophie von Anhalt-Zerbst, eine Prinzessin aus dem Hause Anhalt-Bernburg die Regierungsgeschäfte ihres Mannes. Da ihr das Gebäude in seinem damaligen Zustand nicht als Witwensitz geeignet schien, ließ sie es zum heutigen Schlossgebäude ausbauen. Zusammen mit ihrer Schwester Christine von Schwarzburg-Sondershausen verbrachte sie nach ihrer Abdankung 1806 den Rest ihres Lebens bis zu ihrem Tod im Jahr 1827 auf dem Schloss. Mit ihr endete die glanzvolle Zeit des Schlosses und Coswigs.
Während des Deutschen Kriegs von 1866 war im Schloss ein Lazarett untergebracht und von 1870 bis 1871 diente es als Kriegsgefangenenlager. Ab 1873 diente es als Zuchthaus für 300 Insassen, dafür wurde der Südflügel um zwei Stockwerke erweitert. Während der Zeit des Dritten Reiches waren in Zellen bis zu 900 politische Gefangene und während der DDR-Zeit bis 1957 war dort die Strafanstalt Coswig untergebracht. 1958 begannen Restaurierungsarbeiten, in deren Anschluss das Gebäude ab 1961 als Außenstelle des Landes- und Staatsarchives bis zur Deutschen Wiedervereinigung im Jahr 1989 genutzt wurde. Danach nutzte das Bundesarchiv das Gebäude bis 1998 weiter. Von 1998 bis 2006 stand das Gebäude leer und gelangte dann in den Besitz der Italienerin Magnolia Albertazzi aus Mailand. Geplant ist eine Nutzung des Schlosses als Zentrum für transnationale Kooperation und Austausch auf dem Gebiet der Kultur. Die Gefängnisetagen wurden 2008 abgerissen und der Südflügel in seinen historischen Zustand zurück versetzt. Seit 2014 finden im Gebäude Konzerte statt.

## Beschreibung
Das Schloss weist Einflüsse der Spätrenaissance und des französischen Barock auf. Der Nordflügel ist ein dreigeschossiger, dreizehnachsiger Bau. Die beiden Seitenflügel sind zweigeschossig mit dreigeschossigen Ecktürmen. Auf der Hofseite befindet sich ein Treppenturm.
Die zweigeschossige Kapelle mit Rundbogenfenstern und dem vierjochigen Kreuzgewölbe befindet sich im Ostflügel.
Inzwischen befindet sich das gesamte Gebäude in einem erbarmungswürdigen Zustand und ist offensichtlich dem Verfall anheimgegeben.